# John Browning
John Moses Browning (n. 23 ianuarie 1855, Ogden⁠(d), Utah, SUA – d. 26 noiembrie 1926, Liège, Valonia, Belgia) a fost un proiectant de arme american, care a dezvoltat o mare varietate de arme militare și destinate civililor, cartușe, mecanisme de arme, fiind creditat cu 128 patente în domeniul armamentului , multe dintre ele fiind utilizate în lume până în zilele noastre. Și-a construit prima armă de foc la vârsta de 13 ani la magazinul de arme al tatălui său și i s-a acordat primul patent la vârsta de 24 de ani.
Multe arme făcute de companii care evocă Vestul Sălbatic american sunt bazate pe proiectele lui John Browning, cum ar fi: Remington, Winchester, Colt, Savage și firma Fabrique Nationale de Herstal din Liège, Belgia. Colaborarea dintre firma Winchester Repeating Arms Company era atât de bună, încât proiectele Browning și armele Winchester erau sinonime. Această relație s-a deteriorat în anul 1898, atunci când Browning a propus un nou model de pușcă semiautomată, care ulterior a devenit Browning Auto-5 și a cerut ca proiectul său să nu fie licențiat exclusiv firmei Winchester ca înainte, ci el să primească un procent după numărul de puști vândute. Această condiție era un pas îndrăzneț în relația intre Browning și firma Winchester, pe care managementul firmei a refuzat-o. Browning a făcut oferta sa firmei Remington, dar în timp ce aștepta răspunsul, președintele companiei a murit de infarct. Browning a fost obligat de situație să semneze contract cu o firmă străină, astfel a negociat și semnat contractul cu firma belgiană Fabrique Nationale de Herstal, care l-a onorat pe inventator punând denumind arma Browning Auto-5.
Arme celebre proiectate de Browning:

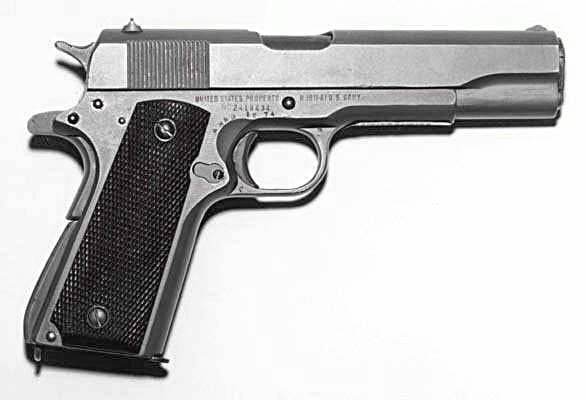
Faimosul Colt M1911 A1

Pistoale:
- Faimosul Colt M1911 A1
- Pistol M1911,
- Browning Hi-Power,
- Colt Woodsman

Puști:
- Winchester Model 1892,
- Browning Auto-5,
- Browning Superposed
- Browning Automatic Rifle

Mitraliere:
- M2 Browning cal. 0,5,
- M1919 răcit cu aer cal. 0,3,
- M1895 30-06 Springfield,
- M1917 răcit cu aer cal. 0,3

### Arme de foc
- Mitralieră M1895 Colt-Browning
- FN Browning M1899/M1900
- Colt Model 1900
- Colt Model 1902
- Colt Model 1903 Pocket Hammer (.38 ACP)
- Colt Model 1903 Pocket Hammerless (.32 ACP)
- Colt Model 1905
- Remington Model 8 (1906)
- Colt Model 1908 Vest Pocket (.25 ACP)
- Colt Model 1908 Pocket Hammerless (.380 ACP)
- FN Model 1910
- U.S. M1911 (.45 ACP)
- Colt Woodsman
- Winchester Model 1885
- Winchester Model 1886
- Winchester Model 1887
- Winchester Model 1890
- Winchester Model 1892
- Winchester Model 1894
- Winchester Model 1895
- Winchester Model 1897
- Browning Auto-5
- Mitralieră U.S. M1917
- Mitralieră U.S. M1919
- U.S. M1918 Browning Automatic Rifle (BAR)
- Mitralieră M2 .50
- Remington Model 8
- Remington Model 24
- Browning Hi-Power (de mare putere)
- Ithaca Model 37

### Cartușe
Munițiile inventate de Browning sunt populare și în zilele noastre.
- .25 ACP
- .32 ACP
- .38 ACP
- 9mm Browning Long
- .380 ACP
- .45 ACP
- .50 BMG

## Principalele brevete
- U.S. Patent 220,271 Winchester 1885
- U.S. Patent 306,577 Winchester 1886 și variantele sale
- U.S. Patent 336,287 Winchester M1887/M1901
- U.S. Patent 385,238  Winchester 1890
- U.S. Patent 441,390  Winchester 1893 și 1897
- U.S. Patent 465,339  Winchester 1892
- U.S. Patent 524,702  Winchester 1894
- U.S. Patent 544,657  Colt-Browning 1895/1914
- U.S. Patent 549,345  Winchester 1895
- U.S. Patent 580,924  Colt 1900
- U.S. Patent 659,507  FN/Browning Auto-5 & Remington M11
- U.S. Patent 659,786  Remington M8/81
- U.S. Patent 678,937   Browning 1917
- U.S. Patent 747,585  Colt 1903 Pocket Hammerless
- U.S. Patent 781,765  Stevens 520
- U.S. Patent 808,003  Colt M1905
- U.S. Patent 947,478  FN M1906 & Colt M1908 Vest Pocket
- U.S. Patent 984,519  Colt M1911
- U.S. Patent 1,065,341 Browning Semi-Auto .22
- U.S. Patent 1,143,170  Remington M17
- U.S. Patent 1,276,716  Colt Woodsman
- U.S. Patent 1,293,022  Browning BAR M1918
- U.S. Patent 1,424,553  FN "Trombone"
- U.S. Patent 1,578,638  Browning B25
- U.S. Patent 1,618,510  Browning GP
- U.S. Patent 1,628,226  Browning M2

Galerie de imagini cu arme proiectate de Browning:

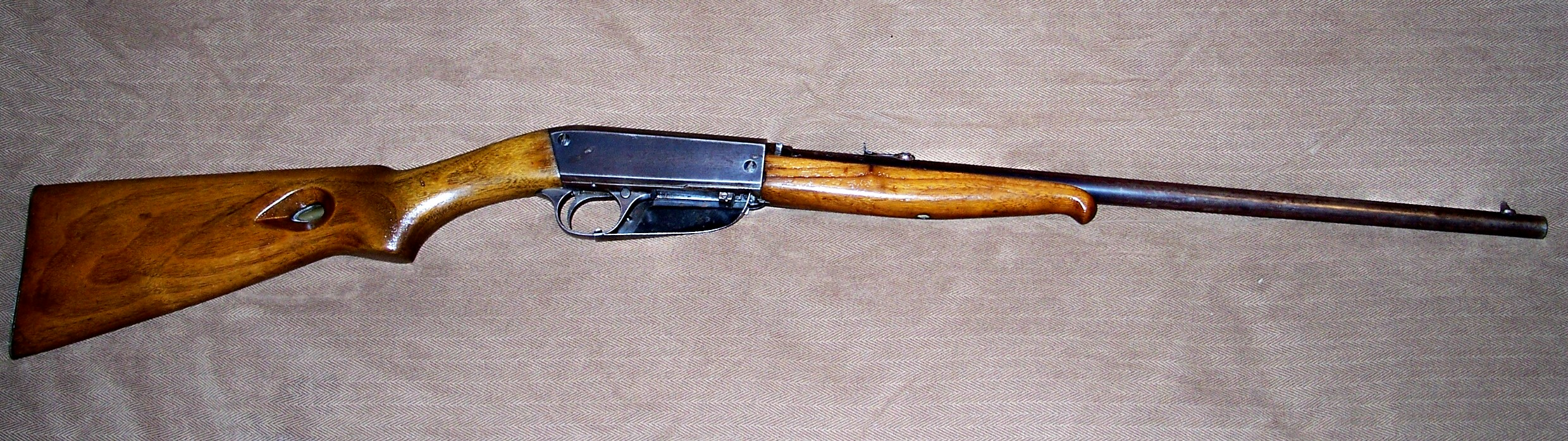
Remington Model 24
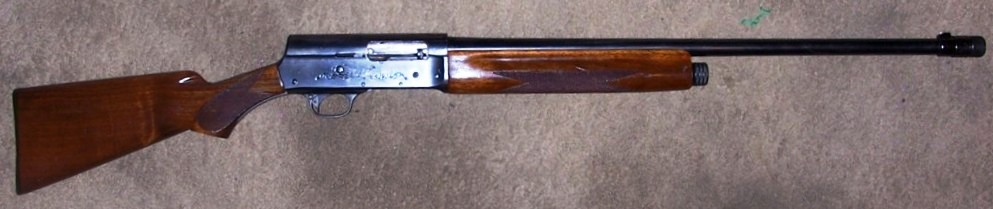
Browning Auto 5
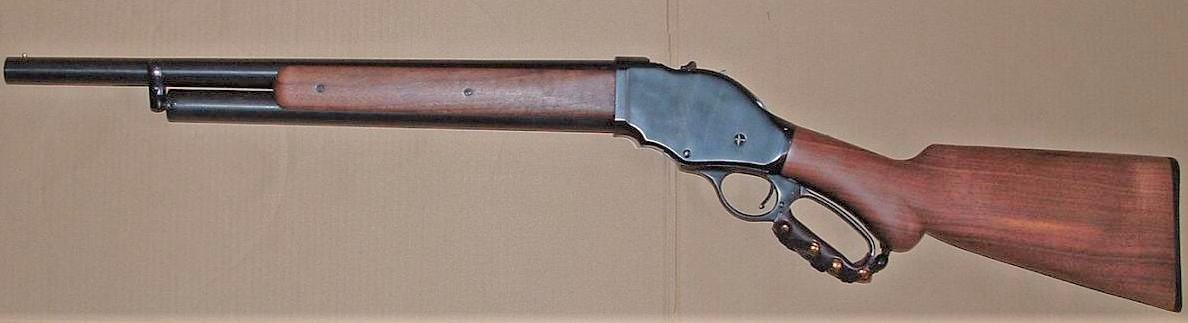
Winchester Model 1887/1901
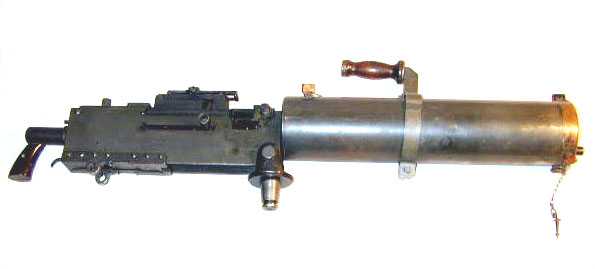
Mitralieră M1917 Browning